# Kasteel Ter Walle

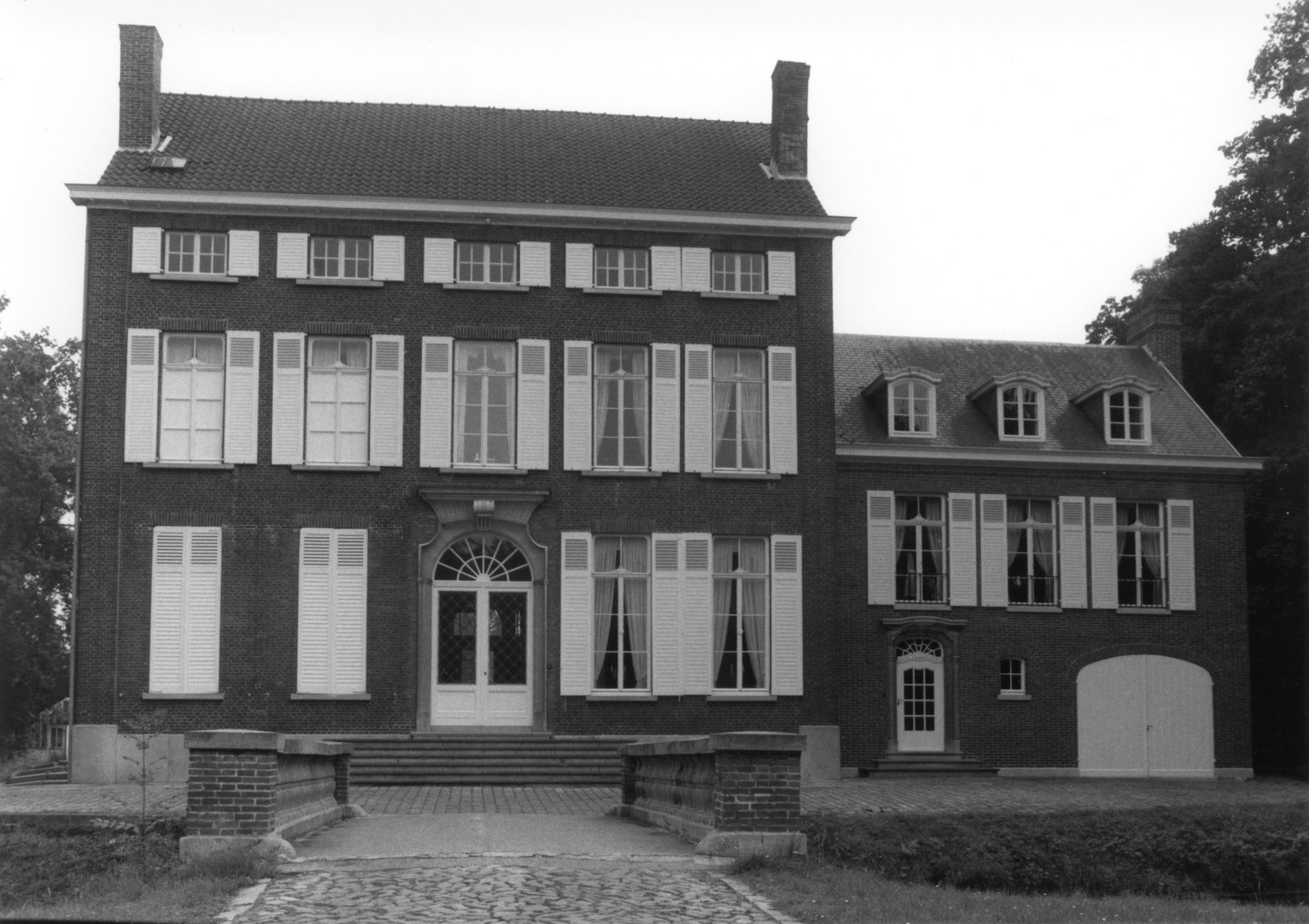
Kasteel Ter Walle

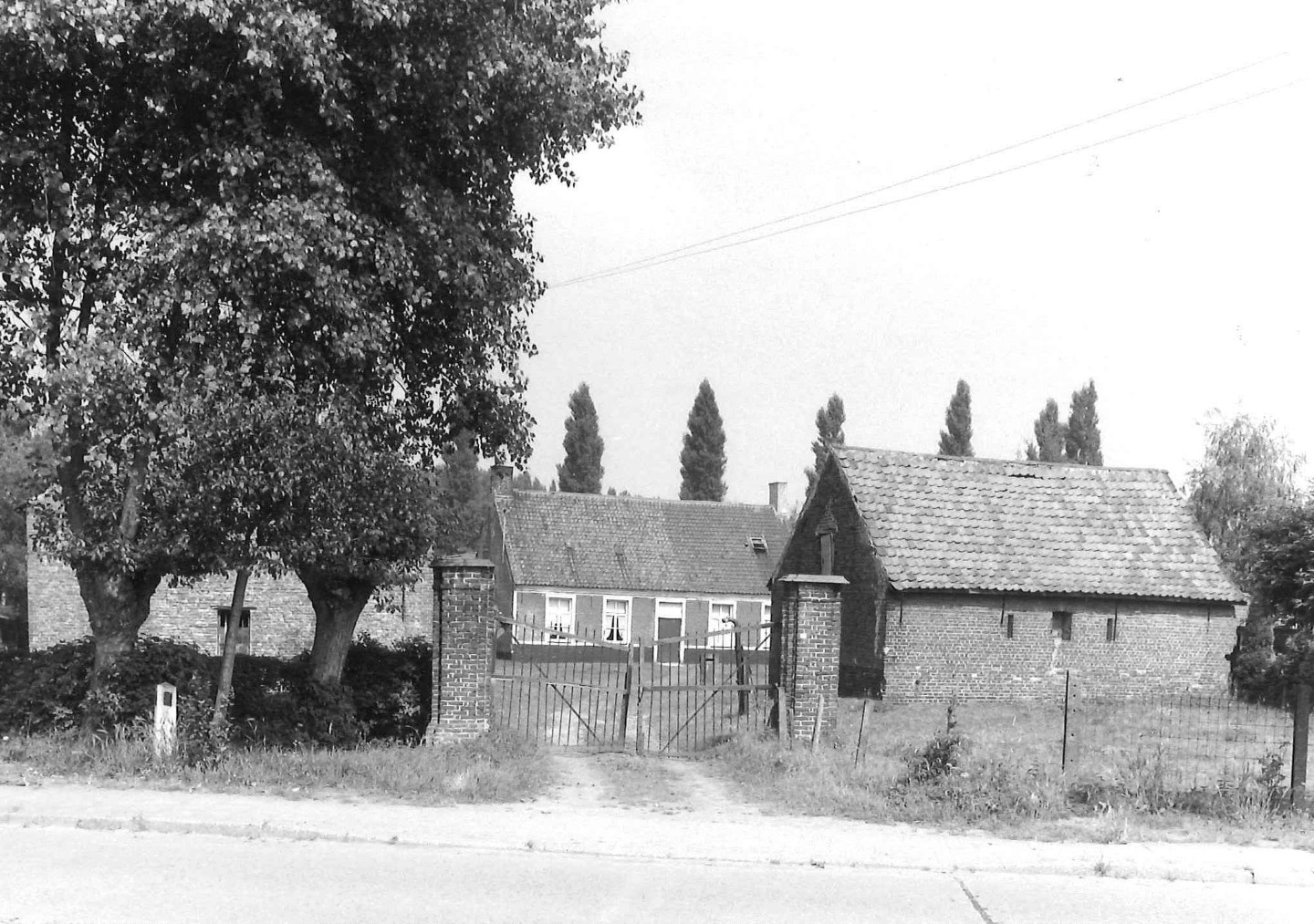
Hof Ter Walle

Het Kasteel Ter Walle is een kasteel in de Oost-Vlaamse plaats Merelbeke, gelegen aan Gaversesteenweg 285 en Kerkstraat 60.

## Geschiedenis
Hier lag een vroegmiddeleeuwse hoeve en mogelijk verbleven de heren van Merelbeke hier tot 1460. Toen werd het leengoed, Nederhof Ten Hagen genaamd, in tweeën gedeeld. Er waren twee, door een gracht gescheiden, boerderijen. Op het terrein van één daarvan werd het Kasteel Vyncke gebouwd, het andere terrein omvatte het Hof Ter Wallen en op dit perceel werd ook een kasteel gebouwd waar, na 1460, de heren van Merelbeke verbleven.
Dit kasteel, Hof Ter Walle(n) genaamd, werd eind 16e eeuw, tijdens de godsdiensttwisten, vernield. Het werd begin 17e eeuw herbouwd in opdracht van Antoon Triest. Dit kasteel raakte tijdens de 19e eeuw in verval en tijdens de Eerste Wereldoorlog stortte het in, waarop de eigenaar, ridder van Tieghem de ten Berghe, de materialen aanwendde. De bijbehorende 17e-eeuwse kasteelhoeve, aan de huidige Kerkstraat 42-44, bleef bestaan.
Het huidige kasteel werd in 1859 gebouwd op de plaats van een ouder huis. Het is een omgracht kasteel met opperhof en neerhof, gelegen in een park.